# Naxos Music Library
Die Naxos Music Library (NML) ist ein internationales Musikstreaming-Webportal zum Anhören klassischer Musik des Anbieters Naxos. Es ist ein speziell auf die Bedürfnisse von Hörern klassischer Musik zugeschnittenes Online-Musikarchiv.
Die Nutzer haben die Möglichkeit, sich neben dem Anhören von Werken und Einzelsätzen auch zahlreiche Zusatzinformationen anzeigen zu lassen.
Die Online-Audiothek kann gegen Gebühr werbefrei genutzt werden, wahlweise im Monats- oder Jahresabonnement. Eigenen Angaben zufolge ist die Naxos Music Library das weltweit größte Musikstreaming-Webportal für klassische Musik.
Die Einspielungen stammen aus dem Katalog des Naxos-Labels und über 320 weiteren Independent-Labels. Das Gesamtrepertoire beinhaltet über 10.000 Werke, darin sowohl die Standardwerke der klassischen Musik als auch Raritäten, Nischenwerke und zeitgenössische Kompositionen. 1.000 Jahre Musikgeschichte können hier nachverfolgt werden. Insgesamt stehen den Hörern über 2,9 Mio. Tracks von über 192.000 CDs zur Verfügung.

## Geschichte
Bereits 1996 hatte Naxos-Gründer Klaus Heymann die Möglichkeiten des Internets für Naxos entdeckt und den gesamten Naxos-Katalog unabhängig von einem Tonträger rein digital zur Verfügung gestellt. Der Service war aber nicht zum Abonnieren gedacht, sondern sollte dem Hörer einen ersten Klangeindruck verschaffen, um sich dann gegebenenfalls einen Tonträger zuzulegen.
Schnelle Interverbindungen waren damals noch weitgehend Zukunftsmusik, so dass der Stream auf 20 kbps beschränkt war und damit auch die Klangqualität entsprechend dürftig ausfiel.
2003 startete man mit einer 250 Gigabyte umfassenden Festplatte mit einem Inhalt von 6.000 Stunden aus den Bereichen Musik und Hörbuch. Dies war die „Music and Spoken Word Library“.
Die Festplatte hatte aber aufgrund ihres begrenzten Speicherplatzes nicht die Aussicht, dauerhaft erfolgreich zu sein. So wurde dieses Konzept ab 2004 durch das Webportal Naxos Music Library nach und nach abgelöst und schließlich ersetzt.
Es kamen nach und nach weitere von Naxos unabhängige Labels dazu, die ihre Einspielungen dort bis heute anbieten. Darunter besonders im deutschsprachigen Raum bekannte Klassik-Labels wie Hänssler Classic, BIS, Hungaroton, BR-Klassik, Solo Musica, Capriccio, Opus 111 und Tudor.
Der Naxos-Katalog umfasst schätzungsweise ca. 6.000 bis 7.000 CDs. Vom Gesamtangebot der Naxos Music Library entfallen aktuell nur noch ca. 10 % auf das Label des Gründers dieser Plattform.
Ende des Jahres 2019 schaltete der Anbieter eine neue Version, die "NML3", mit neuem Layout und neuen Funktionen online.

## Repertoire
Das Webportal beinhaltet hauptsächlich klassische Musik. Jazz, Folk, Blues, Weltmusik, Pop, Rock, Chinesische Musik, Gospel, Entspannungsmusik und Hörbücher zählen ebenfalls zu den auffindbaren Genres. Das Angebot wird stetig erweitert. Indizien dafür sind der tagaktuelle Counter, oben rechts innerhalb des Webportals, und die Erwähnung von neuen Labels in der Rubrik „Neuigkeiten“.

## Kundengruppen
Hauptinteressenten sind Bildungsinstitutionen wie Universitäten, Musik(hoch)schulen, Bibliotheken, allgemein bildende Schulen, Orchester, Konzerthäuser und Radiostationen. In Deutschland wird der Dienst über das Munzinger-Archiv vermarktet und kann so vor allem Benutzern Öffentlicher Bibliotheken bereitgestellt werden. Privatpersonen können den Service auch abonnieren. Man kann sich online registrieren mit einer „Geld-zurück-Garantie“ über das Subscription-Formular oder offline über die Repräsentanten in den jeweiligen Ländern.

## Kosten und Klangqualität
Die Musikflatrate der Naxos Music Library ist ausschließlich kostenpflichtig und kommt dafür aber ohne Werbung aus. Der Nutzer kann zwischen zwei Audio-Streams wählen. Naxos bietet zwei Klangqualitäten (Standard mit einer Bitrate von 128 kbps und Premium mit 320 kbps) an. Das Streaming-Format ist das AAC-Format.
Eine Viertelstunde zum Probehören, auch in Premium-Qualität, ist kostenlos. Vor dem 1. November 2016 war die Bitrate für Klangqualität Standard 64 kbps und für Premium 128 kbps.

## Zusatzinformationen
Ein wesentliches Merkmal der Naxos Music Library sind die zahlreichen Zusatzinformationen, die sich der Nutzer aufrufen kann. Dazu gehören:
- Digitale Cover und Booklets
- Werkanalysen
- Werkbeschreibungen
- Ausspracheguide
- Grundbegriffe der Musikterminologie
- Librettos
- Inhaltsangaben von Opern
- Angabe von Besetzungen der Werke
- Angabe von Verlagen
- (Kurz-)Biographien von Komponisten und Künstlern